# ローマンカモミール
ローマンカモミール、あるいはローマンカモマイル（学名：Chamaemelum nobile ）は、キク科の多年草である。一般的にカモミールと呼ぶものには、ジャーマンカモミールとローマンカモミールの2種がある。この2種は成分や形態に似ている部分もあるが、分類上の属は異なる。ヨーロッパではハーブとして、どちらも同じように使われてきた。

## 語源
カモミールはギリシア語で「地上のリンゴ」を意味するが、そのリンゴに似た芳香に由来すると考えられる。16世紀にドイツの作家がイタリアを旅行した時にローマで見つけたというだけで、名前と原産地とは関係がない。

## 生態
ヨーロッパ、北アフリカ、アジアにわたり広く自生している。
一年草のジャーマンカモミールとちがって、毎年6月から7月の夏に2 - 3センチの小さな花を咲かせる多年草であり、茎は毛状に地面を這うように伸びて行く。このため芝づくりにも利用される。葉にはリンゴのような香りがある。

### 主な栽培品種
ダブルフラワーカモミール A. nobilis 'Flora Pleno'
多弁花、八重咲きの栽培種で、花びらはクリーム色で二重になっている。フランスでは大規模な栽培が行われている。
ノンフラワーカモミール A. nobilis 'Treneague'
花をつけないで、丈が低くカーペットのように拡がるため、芝づくりに最適である。
また、栽培品種ではないが、同じ属にダイヤーズカモミール A. tinctoriaという種がある。和名をコンヤカミツレといい、主にフランスで栽培され、鮮やかな黄色の花をつけ、染色にも利用されている。

## 歴史
古くから薬草として知られ、古代エジプトでは太陽神への捧げものにされた。穏やかで確かな薬効のあるハーブとして、アラビア、ヨーロッパで古代より広く利用された。特に悪寒に効くとされ尊ばれていた。ギリシャでは熱病や婦人病の治療に使われた。また、カモミールのように踏まれるたびに成長せよという言葉もあり、逆境にあるものを励ます言葉にも使われた。このハーブの花言葉には「逆境におけるエネルギー」というものがある。そのような生命力の強さを利用して、古くから庭の小道やベンチなどに植え込まれた。イギリスのバッキンガム宮殿やキューガーデンでは、それらを観る事ができる。また、虫除けの効果もあるとのことから、床にまき散らして疫病などを防ぐストローイングハーブとしても用いられた。

## 薬効
ハーブティーはリンゴに似た香りで、嗜好品として、また鎮静効果を持つとされ、不安、胃腸の不調、不眠などをの不調を治すために使われてきた。カマメロサイドという成分にはAGEsの増加を阻害する働きがあり、抗糖化作用アンチエイジングが期待できる。花の中心の黄色の部分に、薬効のすべてが含まれている。安全で効果的なハーブといわれるが、キク科アレルギーを持つ人には用いない。カモミールティーでアナフィラキシー反応を起こし、死亡した例がある。

## 精油
ローマンカモミールから採れる精油は、無色かかすかに青い色をしており、ハーブ調のフルーティーであたたかい、紅茶のような香りがする。色は数週間で消える。
鎮静作用の効果があるとされるエステルの含有率が高く、その芳香はストレス解消や不眠に効能があるとされ、入浴剤にも使われている。ジャーマンカモミール油と異なり、ローマンカモミール油の抗炎症作用は弱く、抗微生物活性はない。
アロマテラピーでは多くの効果が喧伝されるが、科学的研究でジャーマンカモミール油と混同されることがあり、知られる薬効はジャーマンカモミール油のデータに基づくものが多い。これらの精油は成分組成は異なるため、ローマンカモミール油の効能を証明する研究は事実上ほとんどない。
精油や精油を含んだ軟膏などの使用によるアレルギー反応（主に接触性皮膚炎）、アナフィラキシー反応が報告されている。アレルギー反応を誘発する恐れがあるため、特にキク科にアレルギーを持つ人は使用しない。

## 近縁種
- ジャーマンカモミール